# Xanthothrix
Xanthothrix is een geslacht van vlinders van de familie Uilen (Noctuidae), uit de onderfamilie Hadeninae.

## Soorten
- X. callicore Staudinger, 1871
- X. neumoegeni H. Edwards, 1881
- X. ranunculi H. Edwards, 1878
- X. stagmatogon Dyar, 1921